# Latreillopsis tetraspinosa
Latreillopsis tetraspinosa is een krabbensoort uit de familie van de Homolidae. De wetenschappelijke naam van de soort is voor het eerst geldig gepubliceerd in 1980 door Dai & Chen.